# ميس الريم (مسرحية)
مسرحية ميس الريم مسرحية لبنانية بطولة السيدة فيروز. قدمت عام 1975.

## الشخصيات
- زيون: فيروز
- راجي: نصري شمس الدين
- الشاويش: وليم حسواني
- حاتم: جوزيف ناصيف
- شهيدة: هدى
- نعمان: رجا بدر
- عمة نعمان: ليلى كرم
- نسناس: جوزيف صقر
- جندي: زياد الرحباني
- مختار المخاتير: إيلي صنيفر
- كلمات وألحان: الأخوان رحباني،  عدا «حبوا بعضن ومقدمة ميس الريم»: زياد الرحباني[2][3][4]

## أغاني المسرحية
1. سألتك حبيبي لوين رايحين.
2. آخر أيام الصيفية.
3. حبوا بعضن.
4. كنا نتلاقى من عشية.
5. يا مختار المخاتير.
6. يا مارق عالطواحين/نصري.
7. ستي يا ستي.
8. يا لورُ حُبُّكِ.
9. هالسيارة مش عم تمشي.

(قدمت على مسرح البيكاديللي بيروت، ودمشق عام 1975)

## القصة
تروي هذه المسرحية حكاية بسيطة بين عاشقين أجبرا على الفراق، بسبب عداء قديم ومستمر بين عائلتيهما، أو على الأقل هذا ما يبدو في البداية.
حبكة القصة مبنية بطريقة ذكية، وتتضمن حوارات آسرة وظريفة، بالإضافة إلى الموسيقى والرقص والأغاني الرومانسية.
تدور أحداث المسرحية في ضيعة ميس الريم، التي تصلها زيّون (فيروز) في طريقها إلى ضيعة كحلون لحضور عرس بنت خالتها، ومعها فستان العرس.
زيّون فتاة مدنية مستقلة، متحررة، وصاحبة قرار. تعطلت سيارتها في ميس الريم، فسألت عن ورشة لتصليح السيارات في الضيعة، قيل لها إن نعمان (رجا بدر) الميكانيكي الوحيد هناك، أقفل ورشته بعد خلافه مع خطيبته شهيدة (هدى). صادقها السكران (جوزيف صقر) الذي قدم لها نصائح كشفت
رؤية بعيدة لديه، لم تكن متوقعة.
خلال المسرحية، يندب العاشقان مأساتهما، بينما تحيك كلا العائلتين المكائد للأخرى. أخذت زيّون على عاتقها مهمة الصلح بين العاشقين،
من أجل أن يهدأ نعمان ويصلح لها سيارتها، لكنها أجبرت على البقاء في الضيعة، لوقت أطول مما كانت تتخيل، فقد تعرفت على العائلتين المتخاصمتين،
وصار هدفها إصلاح ذات البين بينهما، بنيّة طيبة.
كان موعد العرس قد انقضى، أغنية الحنين «ستي يا ستي» التي تتجلى في اتصال هاتفي مع جدتها، توضح هذه المسألة. لم تكن صدفة لقائها بالعاشقين
مثمرة، كذلك الأمر بالنسبة للقائها مع راجي (نصري شمس الدين) والد نعمان. لم تفشل محاولات المصالحة فحسب، بل تطورت المشكلة إلى ما هو
أبعد من ذلك، لذلك رفعت القضية إلى مختار المخاتير (إيلي صنيفر) ليحكم بالأمر.
خلال المحاكمة، وجدت زيون نفسها متهمة من قبل كلا الطرفين، بتصعيد الأمور، وبأنها سبب المشكلة، دافعت زيون عن براءتها وعن نواياها الطيبة
في أغنية «يا مختار المخاتير».
فشلت أيضاً محاولات مختار المخاتير للمصالحة بين راجي وحاتم (جوزيف ناصيف) والد شهيدة، فجاء مختار المخاتير بفكرة خبيثة ليفتح عيونهما
على فداحة ما يرتكبونه. فقد أعلن أنه هو من سيتزوج شهيدة خلال أسبوع. قراره هذا أصاب الجميع بصدمة، وهذه الصدمة جمعت كلا العائلتين
والعاشقين من جديد، ووجدوا أنفسهم متصالحين.
في يوم الاحتفال بالعرس، توسلت زيون إلى مختار المخاتير، ليعود عن قراره ويعيد الخطيبين إلى بعضهما. وافق المختار، واعترف أن هذه الخدعة
كانت فقط درساً منه للعائلتين، ليدركوا أن المصالحة هي أقل ثمن يمكن أن يدفع، من أجل سعادة شهيدة ونعمان.
حلت مشكلة الضيعة، لكن مشكلة زيون لم تحل. أرسل نعمان إليها خبراً يقول إنه مشغول بالتحضير لعرسه، ولا يستطيع إصلاح السيارة.
تنتهي المسرحية بمشهد غنائي، يقوم الناس فيه بدفع سيارة زيون، التي تغني وتطلب من سكان ميس الريم أن يتذكروها، كلما وقع اثنان في الحب.